# روز جهانی کارگر
روزِ جهانی کارگر یا روزِ بین‌المللی کارگر (به انگلیسی: International Workers' Day) یک یادبود و مراسم کارگری و از سوی طبقات کارگر است که هر ساله در روز یکم ماه مه برگزار می‌شود.
حزب‌های کمونیست، سوسیالیست، آنارشیست و اتحادیه‌های کارگری در بسیاری از کشورهای جهان این روز را با برگزاری تظاهرات خیابانی برگزار می‌کنند. این روز، یادمانِ اعتراضات منسجم کارگران آمریکایی است که برای نخستین‌بار در روز ۱ مه ۱۸۸۶ فراخوان اعتصاب سراسری دادند. خواست آن‌ها روزی ۸ ساعت کار به جای ۱۴ ساعت کار بود.
ده‌ها سال است که به این مناسبت در این روز، در کشورهای گوناگون (به استثنای ایالات متحده آمریکا، کانادا و چند کشور کوچک) مراسم ویژه برگزار می‌شود. ایالات متحده و کانادا نخستین دوشنبه هر سپتامبر (شهریور) را به عنوان «روز کارگر» برگزار می‌کنند.

## پیشینه
تا پیش از انقلاب صنعتی، بیشتر نیروی کار کشاورزی، دهقانانی بودند که به صورت رعیت یا مستأجر زمینداران بزرگ کار می‌کردند؛ یعنی در ازای اجازه استفاده از زمین، بخشی از محصول خود را به شکل اجاره یا بهره به زمیندار می‌پرداختند. کار تولیدی بیرون از بخش کشاورزی به کارگاه‌های کوچک محدود می‌شد که برای تأمین نیروی کار مورد نیاز، شاگرد یا کارآموز می‌پذیرفتند. این کارگران برای مدتی معین، به‌طور کامل در حمایت استادکار، از جمله خوراک و مسکن بودند؛ بنابراین در هر دوبخش کشاورزی و صنعت، اربابان، همه جنبه‌های زندگی و روابط اجتماعی و سیاسی کارگران را کنترل می‌کردند.
اما انقلاب صنعتی در اروپا در اواخر سده ۱۸ (میلادی) نظام تولید را از شکل سنتی آن خارج کرد و به نظام سرمایه‌داری شکلی تازه، به ویژه، شکل تولید کارخانه‌ای داد. پس از چند دهه، انقلاب صنعتی به دیگر بخش‌های جهان، از جمله آمریکا گسترش یافت. در نظام سرمایه‌داری، استادکار (سرمایه‌دار) به غیر از پرداخت دستمزد تعهد دیگری در زندگی خصوصی و اجتماعی کارگر نداشت. اما سرمایه‌دار باز هم با مقدار دستمزد پرداختی، زندگی کارگر و توان اجتماعی او را کنترل می‌کرد. به همین دلیل، کارگران جوامع سرمایه‌داری برای چندین دهه به کار دشوار و طولانی در شرایط نامساعد، و دریافت دستمزدی مجبور شدند که تنها برای تأمین کمینه نیازهای او کفایت می‌کرد.
رشد اقتصادی سریع کشورهای سرمایه‌داری در میانه سده ۱۹ (میلادی) به رشد تولید و افزایش نیاز سرمایه‌داران به نیروی کار بیشتر و در نتیجه، کمبود نسبی عرضه نیروی کار به ویژه در دوره‌های رونق اقتصادی انجامید. این آگاهی از وابستگی متقابل بین سرمایه و کار در دهه‌های پایانی سده ۱۹ باعث شد تا کارگران، خواسته‌هایی را برای بهبود شرایط کار، از جمله افزایش دستمزد، قانونمند شدن ساعات کار، محیط بهتر کار، و امنیت شغلی نسبی مطرح کنند و برای رسیدن به خواست‌ها دست به ایجاد اتحادیه یا سندیکاهای کارگری بزنند.
با اینکه در آن هنگام شرایط اجتماعی، اقتصادی، و سیاسی کشورهای غربی به گونه‌ای تغییر یافته بود که بسیاری از این کشورها قوانینی را برای به رسمیت شناختن موجودیت و فعالیت آنها برای مذاکره و چانه زنی با کارفرمایان تصویب کرده بودند اما قدرت مالی و نفوذ سیاسی سرمایه‌داران در این کشورها به اندازه‌ای بود که در بسیاری موارد، کارفرمایان به سادگی در برابر خواست کارگران مقاومت می‌کردند و دولت‌ها نیز از آنان پشتیبانی می‌کردند. در اوایل دهه ۱۸۸۰ (میلادی) اتحادیه‌های کارگری آمریکا برای تصویب قوانینی به منظور کاهش ساعات از ۱۰ ساعت به ۸ ساعت بدون کاهش دستمزد تلاش کرد. اما با مخالفت کارفرمایان و دولت مواجه شد و به نتیجه نرسید. در واکنش به تعلل قانونگذاران در تصویب قانون، فدراسیون اتحادیه‌های صنفی و کارگری آمریکا در نشستی در سال ۱۸۸۴ دو سال به دولت و کارفرمایان مهلت داد تا قانون هشت ساعت کار را به تصویب برسانند و به اجرا بگذارند.

## مه ۱۸۸۶ در آمریکا

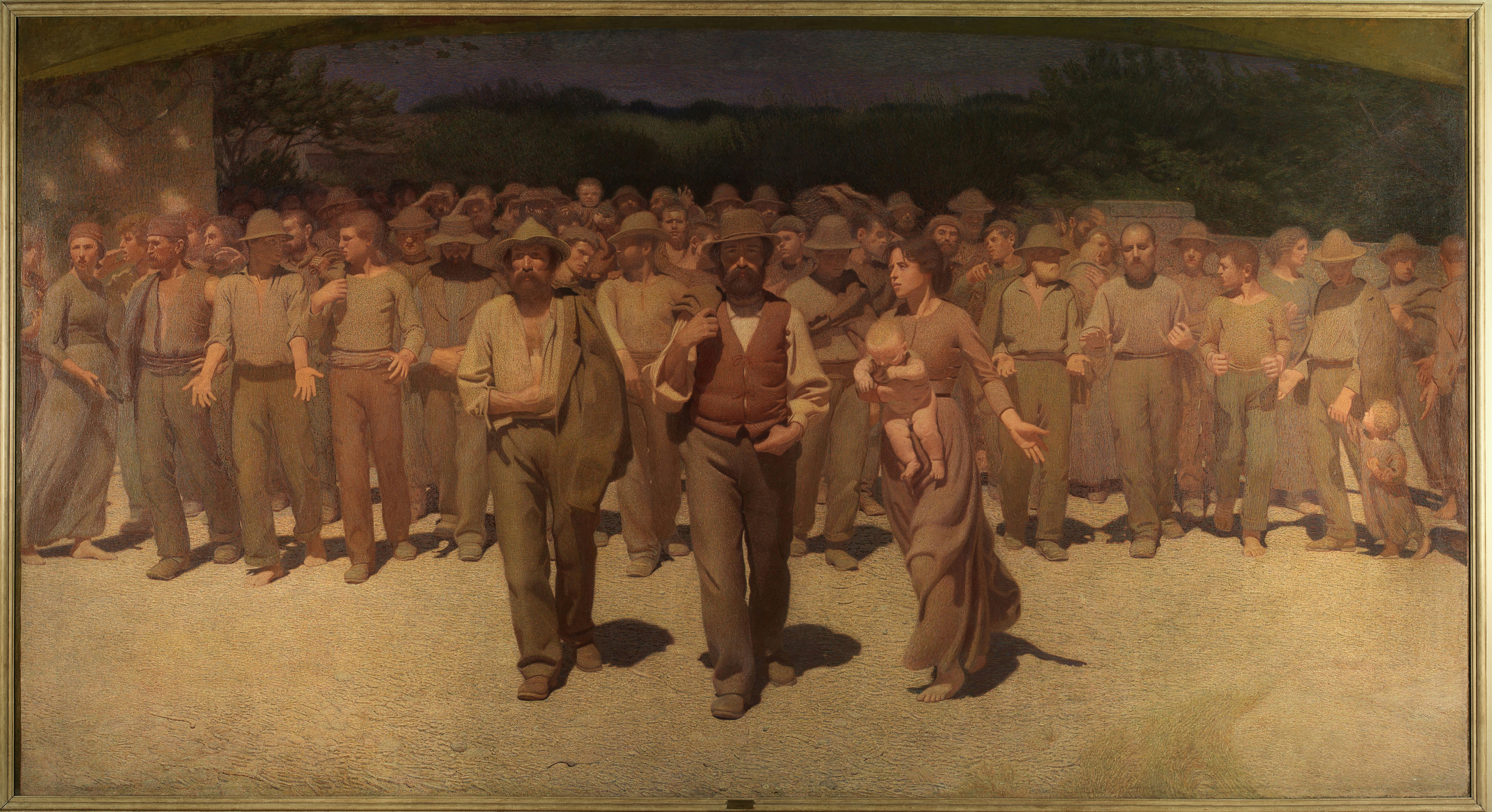
املاک چهارم

قرار بود که در ایالات متحده آمریکا از ۱ مه ۱۸۸۶ کاهش ساعات کار به ۸ ساعت در روز، به اجرا درآید. اما با خودداری مقامات از پذیرش این درخواست، در روز ۱ مه ۱۸۸۶ تظاهرات گسترده‌ای در شماری از شهرهای آمریکا برگزارشد که چند روز ادامه داشت. کارگران در گوشه و کنار این آمریکا دست به تظاهرات زدند و در ۱۲۰۰ کارخانه و کارگاه، اعتصاب صورت گرفت. شمار کارگران معترض به ویژه در شیکاگو بیش از دیگر شهرها و نزدیک به ۹۰ هزار تن بود.
در ۴ مه ۱۸۸۶ تظاهرات شیکاگو، کارگران اعتصابی و هوادارانشان در میدان هی‌مارکت جمع شده و از اینجا به حرکت درآمدند. سخنرانان آنان بر یک گاری بزرگ سوار بودند و شعار می‌دادند. پس از طی مسافتی، پلیس اطراف این گاری (چهارچرخه) را گرفت و خواست که تظاهرکنندگان متفرق شوند که ناگهان انفجاری صورت گرفت. یک مأمور پلیس کشته شد و چند کارگر و پلیس دیگر مجروح شدند. این رویداد سبب شد که پلیس دست به تیراندازی به سوی جمعیت بزند و کشتار صورت گیرد. آمار کشته‌شدگان اعلام نشده است ولی نام انبوه مجروحان در دست است. پلیس با اعمال خشونت موفق شد جمعیت را پراکنده‌سازد. در پی این رخداد، هشت تن به عنوان مسبب دستگیر شدند که پنج نفر از آنان کارگر مهاجر آلمانی و یکی هم آلمانی تبعه آمریکا بود. دادگاه یکی از این دستگیرشدگان را به ۱۵ سال زندان محکوم کرد و بقیه محکوم به اعدام شدند. فرماندار ایالت ایلینوی مجازات دو تن از آنان را به حبس ابد کاهش داد. یکی از محکومان به اعدام، پیش از اجرای حکم خودکشی کرد و چهار نفر دیگر به دار آویخته شدند. با رسیدن اخبار مربوط به این تظاهرات، کشتار و اعدام به دیگر کشورها، در گوشه و کنار جهان، مراسم یادبود برگزار و هر سال هم تکرار شد که به تدریج ۱ مه، روز جهانی کارگر نام گرفت. چون اعدام‌شدگان شیکاگو بیشتر آلمانی بودند در سال ۱۹۳۳ حزب نازی آلمان روز ۱ مه را روز ملی و تعطیل عمومی اعلام کرد.
به دنبال این خشونت‌ها مبارزه برای تصویب قانون ۸ ساعت کار در روز برای چند سال با وقفه مواجه شد. اما در ۱ مه ۱۸۹۰ به دعوت اتحادیه‌های کارگری آمریکا تظاهرات گسترده دیگری صورت گرفت که تا چند سال بعد در همین تاریخ برگزار می‌شدند.
از اوایل سده ۲۰ (میلادی) با قدرت گرفتن جنبش‌های سوسیالیستی در شماری از کشورهای جهان، روز ۱ مه به عنوان روز جهانی کارگر مورد توجه ویژه قرارگرفت.

## در ایران

### دوران پهلوی
نفوذ افکار غربی در ایران از هنگام انقلاب مشروطه که به ویژه تحت تأثیر بازگشت کارگران مهاجر ایرانی از شهرهای روسیه، به خصوص باکو و عشق‌آباد بود باعث آغاز نهضت سندیکایی پس از پیروزی انقلاب مشروطه شده بود که در سال‌های بعد نیز ادامه یافت.
در ایران، نخستین مراسم روز جهانی کارگر در سال ۱۹۲۱ (۱۳۰۰ خورشیدی) و به ابتکار یک تشکل چپگرا به نام «شورای مرکزی فدراسیون سندیکای کارگری» و در حالی برگزار شد که شمار کارگران شاغل در واحدهای نوین تولیدی، به استثنای صنعت نفت ایران، بسیار کم بود و عمدتاً به کارگران واحدهای کوچکی مانند چاپخانهها، کارگاه‌های تولیدی، و کارکنان بخش دولتی محدود می‌شد.
فعالیت آزاد سندیکایی و گاهی برگزاری مراسم روز۱ مه، تا سال ۱۳۱۰ و تصویب قانون مقابله با مرام اشتراکی (کمونیسم) ادامه داشت. اما این کنش، پس از تصویب این قانون، با زیر فشار قرار گرفتن گروه‌های چپگرا کمابیش به فراموشی سپرده شد. این سرکوب تا هنگام استعفای رضاشاه در سال ۱۳۲۰ تغییری نیافت. با اشغال ایران در جنگ جهانی دوم و پشتیبانی نیروهای ارتش سرخ در ایران از گروه‌های چپ و احزاب سوسیالیست، فعالیت‌های سندیکایی و بزرگداشت روز ۱ مه بار دیگر از سر گرفته شد و تا کودتای ۲۸ مرداد در سال ۱۳۳۲ و سقوط دولت مصدق کمابیش ادامه داشت. پس از آن فعالیت اتحادیه‌های مستقل کارگری و برگزاری مراسم ۱ مه با محدودیت‌هایی مواجه شد. در دهه ۱۹۶۰ نهادی با عنوان «سازمان کارگران ایران» پایه‌گذاری شد. اما به آن انتقاد می‌شد که نهادی دولتی است و نماینده واقعی کارگران نیست.

### پس از انقلاب

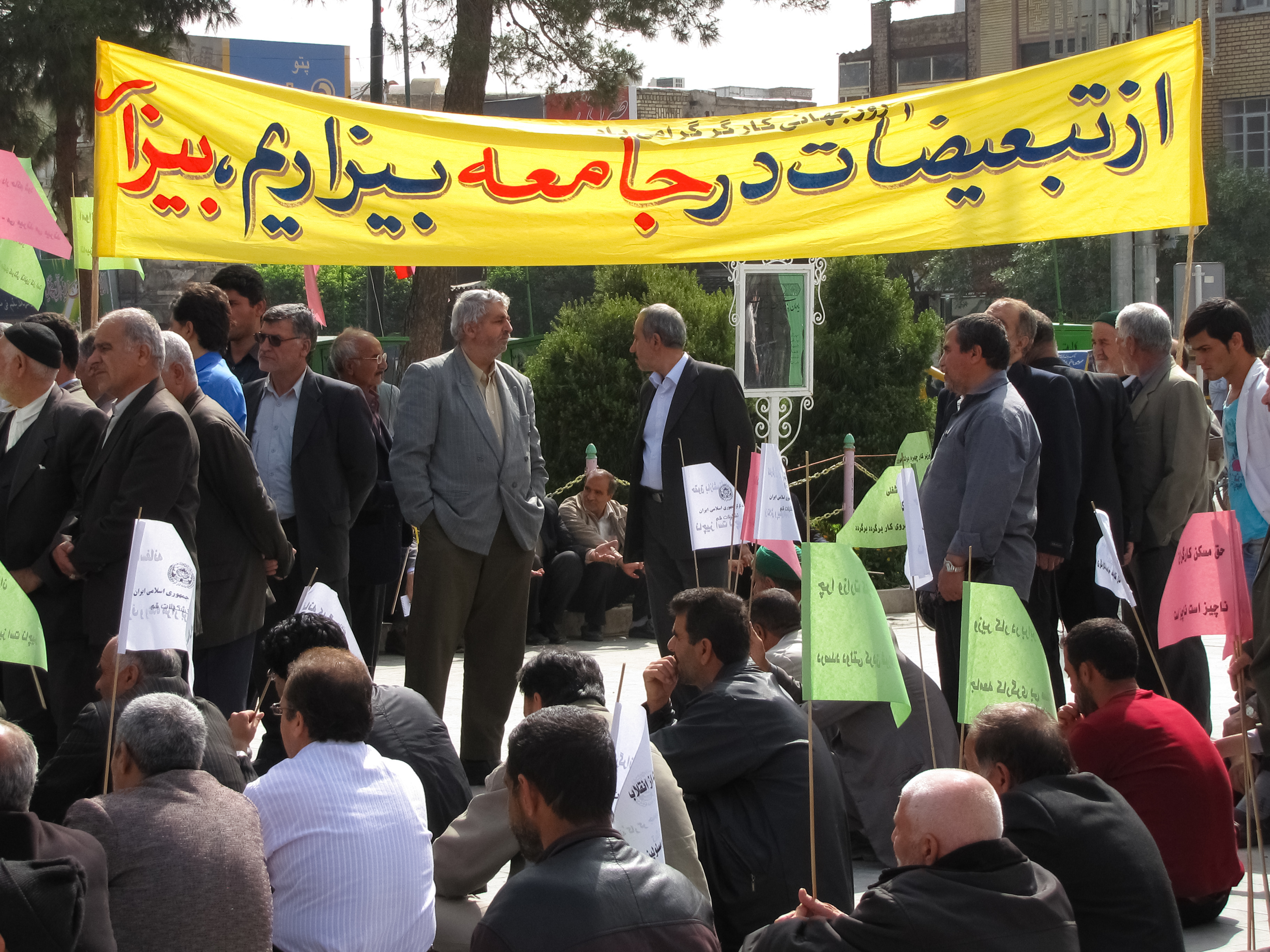
تجمع اعتراضی به مناسبت روز جهانی کارگر در شهر قم در سال ۲۰۰۹ میلادی (شعار نوشته شده بر روی پرچم: از تبعیضات در جامعه بیزاریم، بیزار)

پس از انقلاب ۱۳۵۷ ایران در سال ۱۳۵۸ و با توجه به نقش اعتصاب‌های کارگری در جریان انقلاب، تلاش‌هایی برای احیای جنبش‌های کارگری و تشکیل اتحادیه‌های مستقل آغاز شد. اما این تلاش‌ها بدون پشتیبانی دولت، به نتیجه چندانی نرسیدند. حتی قانون کاری که مجمع تشخیص مصلحت نظام در سال ۱۳۶۹ تصویب کرد نیز هیچ چارچوب قانونی برای تشکیل اتحادیه‌های کارگری نداشت و زمینه درستی برای فعالیت‌های سندیکایی، مانند دیگر کشورها فراهم نیامد؛ زیرا قانون کار جمهوری اسلامی اتحادیه‌های آزاد کارگری را به رسمیت‌نمی‌شناسد و به جای آن، تشکیل نهادهایی تحت عنوان شوراهای اسلامی کار را پیشنهاد می‌کند. کارکرد این شوراها بر پایه قانون شورای اسلامی کار مصوب ۱۳۶۳ است که وظیفه آنها حل و فصل اختلافات کارگر و کارفرما است. سازمان بین‌المللی کار در برخی از گزارش‌های خود، ساختار و درونمایه شورای اسلامی کار، و نهاد خانه کارگر را به صورت تشکل‌های کارگری مورد تأیید حکومت توصیف کرده که منطبق با خصوصیات اتحادیه‌های آزاد و مستقل کارگری ندانسته است.
بر خلاف اتحادیه‌های مستقل کارگری، اعضای شورای اسلامی کار، که می‌تواند در کارگاه‌هایی با بیش از سی و شش کارگر تشکیل شود، منحصر به نمایندگان منتخب کارگران نیست بلکه علاوه بر آنان، نمایندگان مدیریت نیز در آن عضویت دارند و، براساس قانون، نقش مشورتی برای مدیریت را ایفا می‌کند.

## دیگر کشورها

### هند
روز ۱ مه در سرتاسر هند به افتخار الهٔ بهار و جشنوارهٔ باروری، جشن گرفته می‌شود. این روز همچنین یادآور روز بین‌المللی کارگر هست که اهمیت تاریخی دارد. این روز همچنین روز معترضان سیاسی و روز جشن قدیسین هست.
نخستین جشن روز ۱ مه در هند در مدرس توسط حزب کارگر کیسان هندوستان در ۱ مه ۱۹۲۳ برگزار شد. نیز نخستین‌بار بود که پرچم قرمز (کمونیسم) در هند استفاده شد. چتار سینگاراویلو رهبر حزب بزرگداشت روز ۱ مه را در دو محل در سال برگزار کرد. یک نشست در ساحلی روبروی دادگاه عالی مدرس برگزار شد و نشست دیگر در ساحل تریپلیکن برگزار شد. در این نشست قطعنامه‌ای مبنی بر این که دولت باید روز ۱ مه را به عنوان یک روز تعطیل اعلام کند به تصویب رسید. سینگاراویلو، رئیس حزب اصول غیر خشونت‌آمیز حزب را توضیح داد. یک درخواست برای کمک مالی نیز وجود داشت. روز ۱ مه، یک بانک در سراسر کشور و تعطیل عمومی در هند است.

### کلیسای کاتولیک
در سال ۱۹۵۵ در کلیسای کاتولیک، ۱ می را به عنوان روز «قدیس یوسف کارگر» نامزد مریم مقدس نامگذاری کرد.

### عراق
در عراق هم توسط حزب کمونیست عراق هرسال مراسم و تظاهرات روز کارگر در بغداد و سایر شهرهای عراق برگزار می‌شود.

## خشونت در مراسم‌ها
در روز ۱۱ اردیبهشت ۱۳۲۵ (۱ مه ۱۹۴۶ میلادی) تظاهرات کارگران در کرمانشاه مورد حملهٔ پلیس قرار گرفت. در این تظاهرات ۱۴ کارگر کشته و ۱۲۰ کارگر زخمی شدند. این کارگران نخستین جانباختگان ۱ مه در ایران هستند.
در حمله پلیس ترکیه به تظاهرات کنندگان در شهر استانبول در ۱ مه سال ۱۹۷۷، ۳۴ کارگر کشته شدند.

## نگارخانه

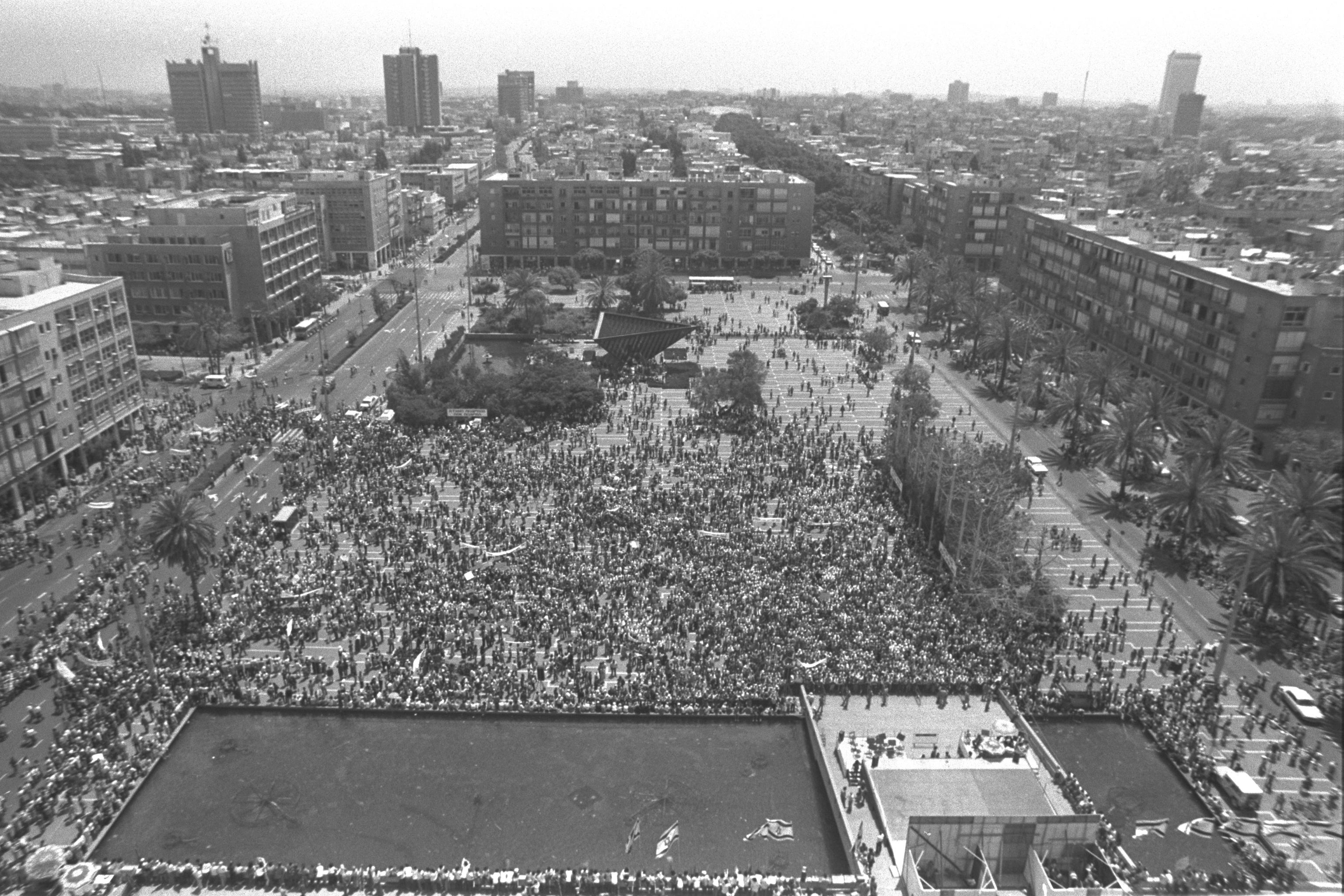
تظاهرات روز جهانی کارگر در میدان رابین تل‌آویو در دهه ۸۰ میلادی.
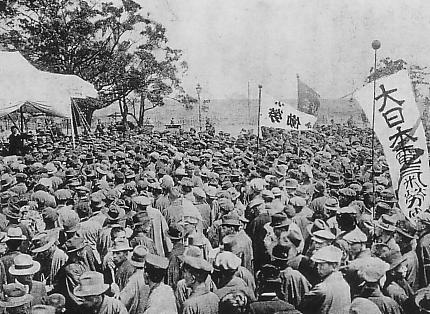
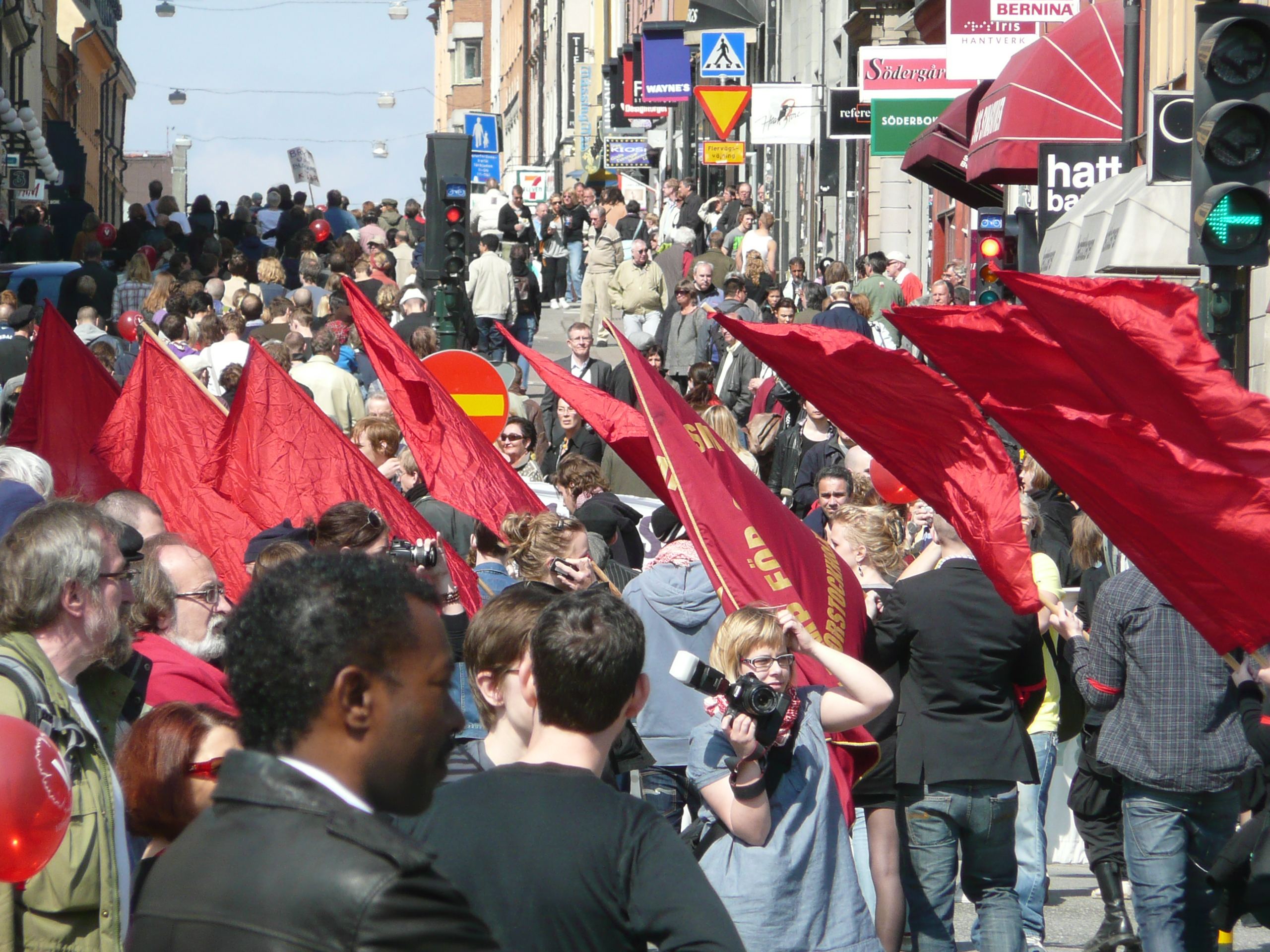
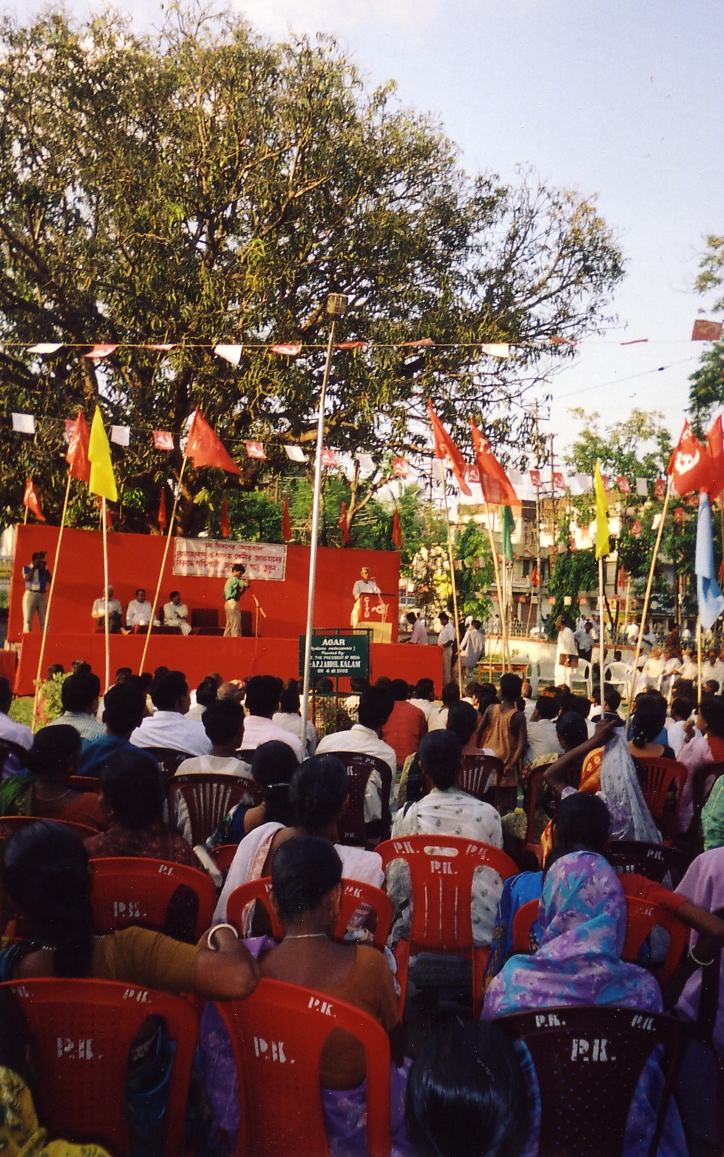
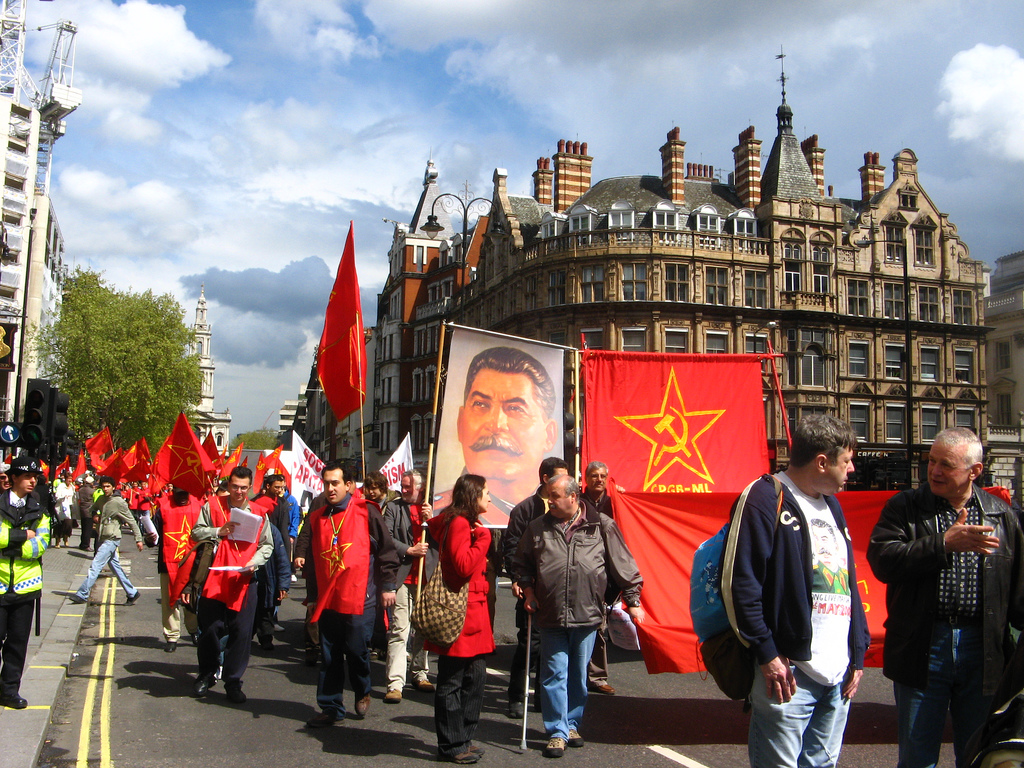
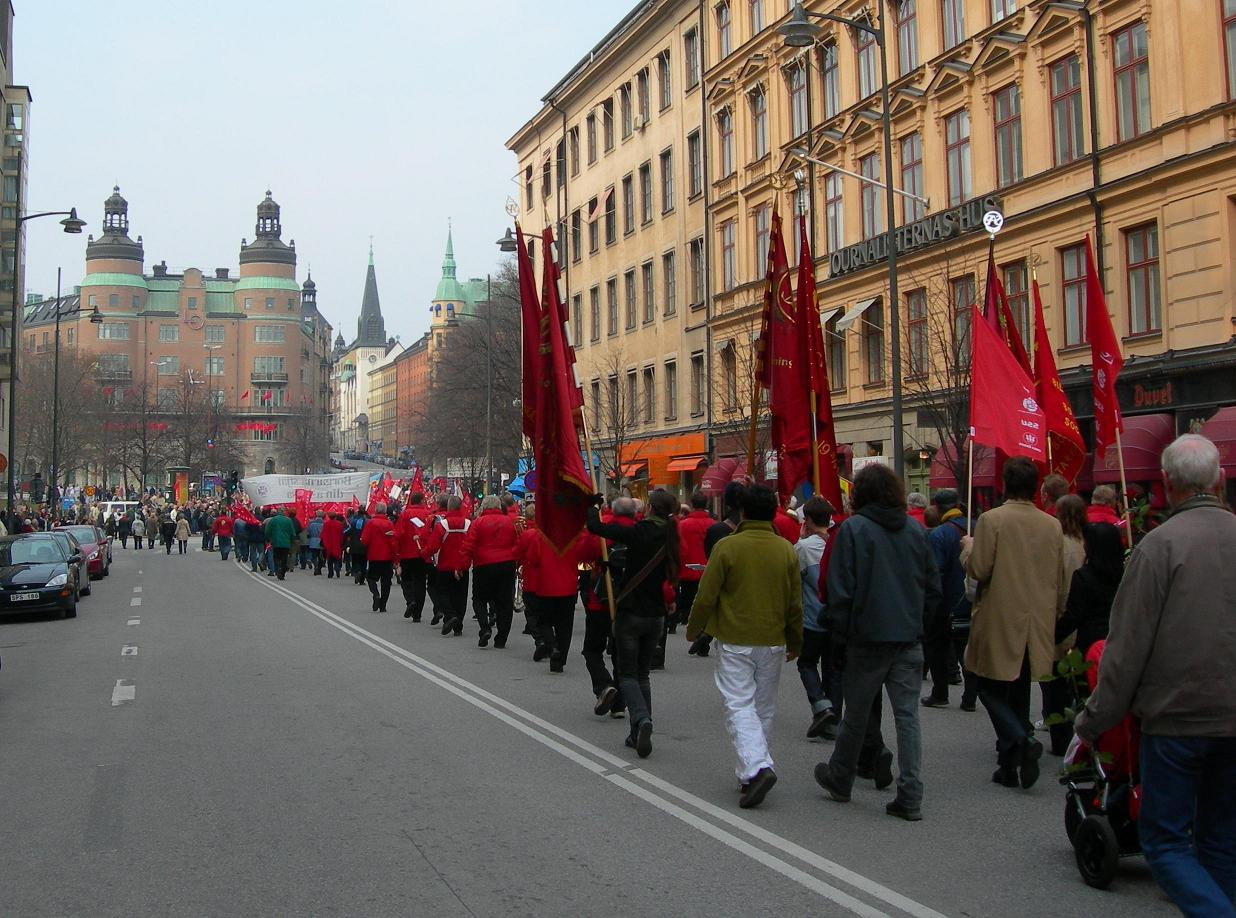
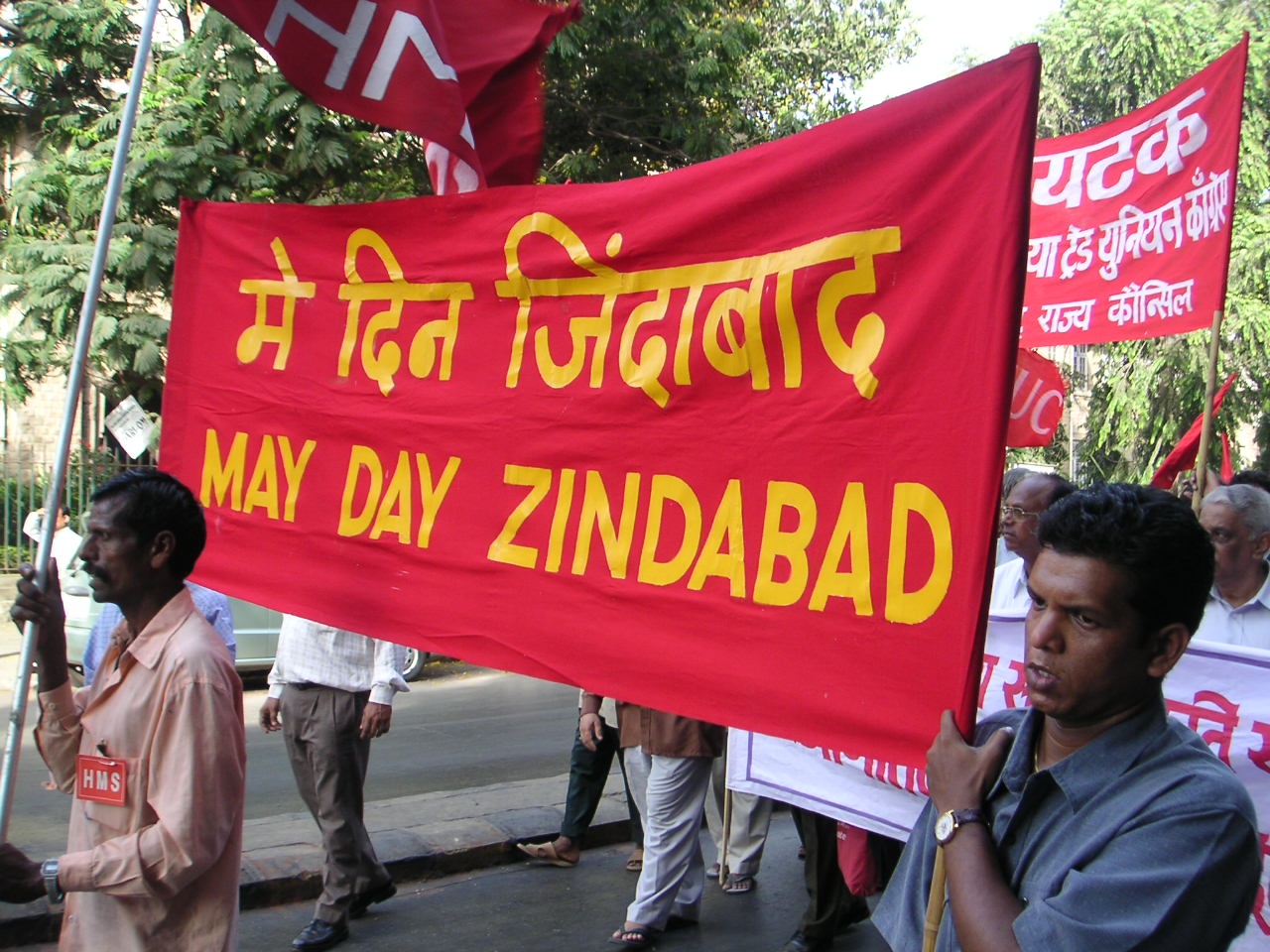
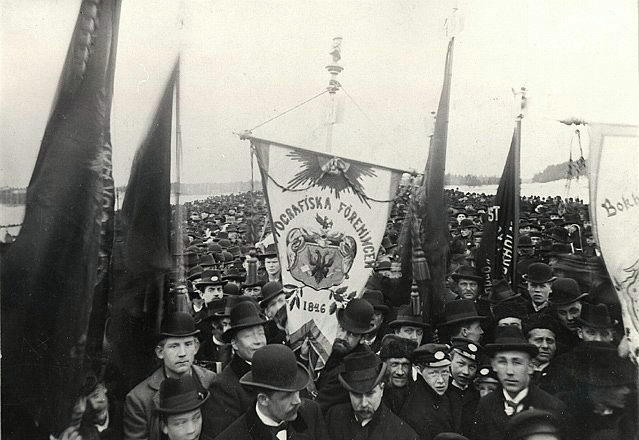
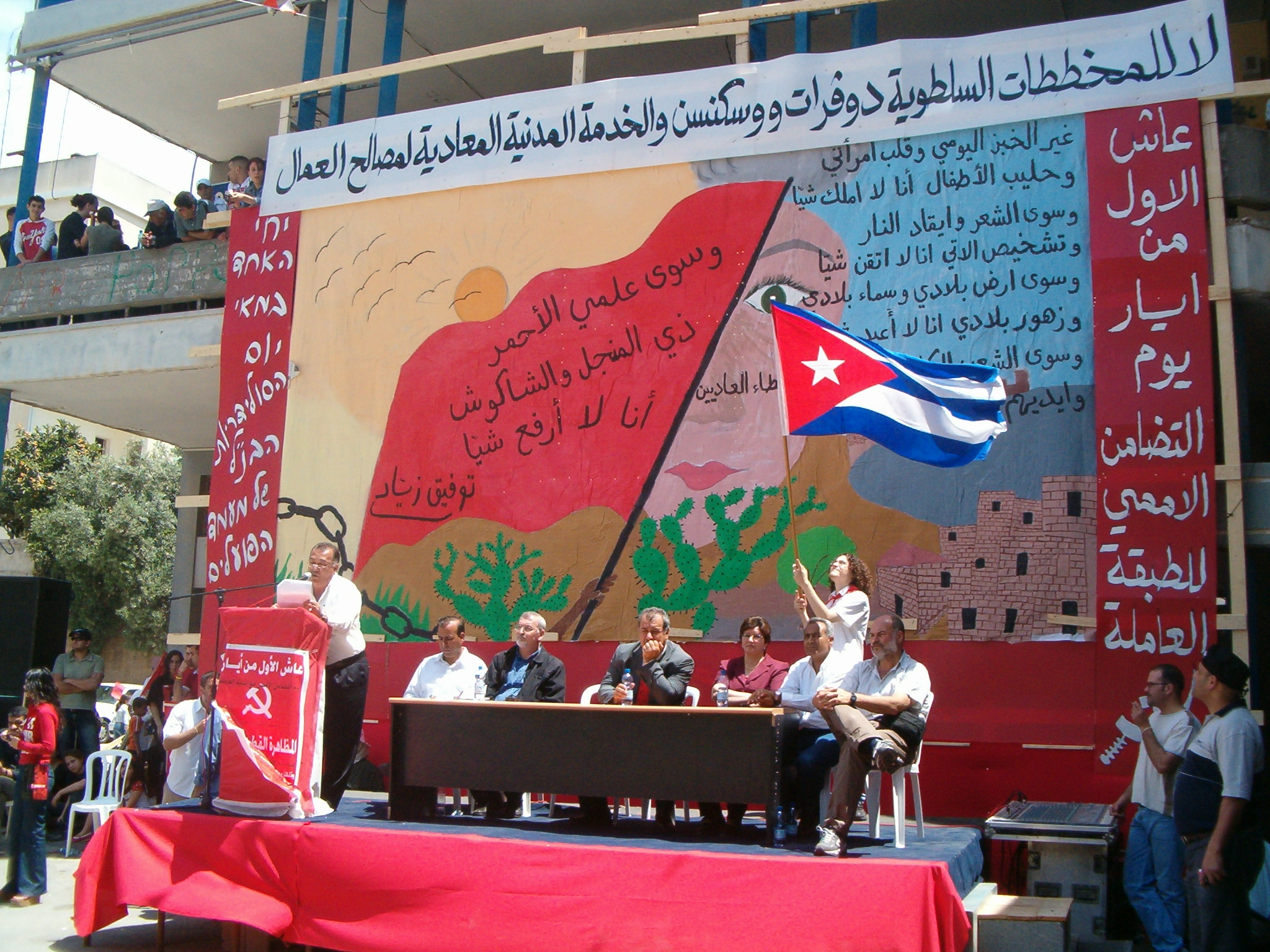
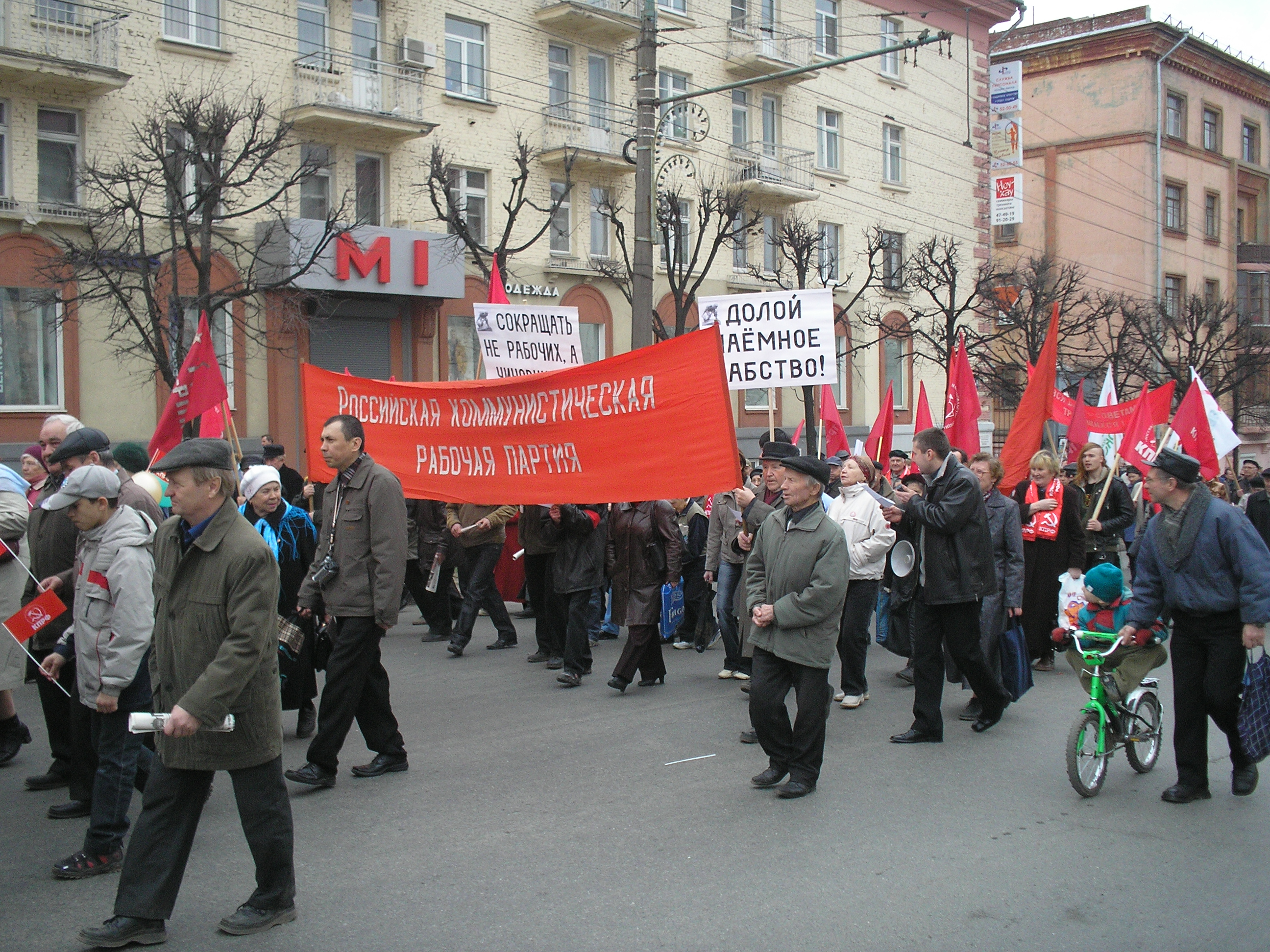